# Gabi (zona)
Gabi, precedentemente denominata Zona 3, è una delle zone amministrative in cui è suddivisa la Regione degli Afar in Etiopia.

## Woreda
La zona è composta da 8 woreda:
- Amibara
- Arguba
- Awash
- Awash town
- Dulecha
- Gelalu
- Gewane
- Hanruka